# Mălușteni
Mălușteni is een Roemeense gemeente in het district Vaslui.
Mălușteni telt 2907 inwoners.